# Tibava
Tibava (Hongaars: Tiba) is een Slowaakse gemeente in de regio Košice, en maakt deel uit van het district Sobrance.
Tibava telt 517 inwoners.